# Václav Řehák
Václav Řehák (24. února 1911 Hrádek u Nechanic – 30. června 1942 Praha, Kobyliská střelnice) přezdívaný „Fešák“, byl účastník protinacistického odboje za druhé světové války, blízký spolupracovník skupiny Tři králové, popravený nacisty.

## Život
Václav Řehák se narodil 24. února 1911 v Hrádku u Nechanic (okr. Hradec Králové) původním povoláním byl klempíř. Byl ženatý, manželka Věnceslava, rozená Hulešová, pocházela z Řep. Za protektorátu bydleli v Řepích čp. 83.

## Činnost v odboji
Byl osvědčeným pobočníkem a spojkou Václava Morávka. Spolupracoval i s ostatními členy skupiny Tři králové a dalšími odbojáři. Spolu se zámečníkem Františkem Mandysem (* 1903) a Josefem Líkařem (jehož manželkou byla Řehákova sestra Marie) působil v bělohorské odbojové skupině. Josef Líkař (* 1903) měl v domě na Bílé Hoře klempířství, kde odbojáři ukrývali zbraně a vyráběli sabotážní nálože a výbušniny. Výrobně náloží, často maskovaných jako brikety, se přezdívalo "cukrářství“ či "cukrárna". Nejspíše zde byly vyrobeny i ty, které explodovaly v Berlíně na Alexanderplatz, před budovou ministerstva letectví a na Anhaltském nádraží).
Václav Řehák patřil mezi nemnoho členů odboje, kteří se scházeli s Paulem Thümmelem alias agentem A-54, s nímž kontakty obstarával téměř výhradně štábní kapitán Václav Morávek. Podle svědectví Řehákovy sestry Marie Líkařové proběhla jejich setkání několikrát přímo v Petschkově paláci, kde kromě gestapa sídlil i abwehr. Řehák se zřejmě prokazoval jako Thümmelův agent či informátor. Dělal rovněž spojku mezi odporem a generálem Aloisem Eliášem. Jistil Václava Morávka na mnoha akcích, podílel se na umisťování výbušnin. Řehák vydržel Morávkovi po boku až do společného konce. Byl zatčen gestapem 21. března 1942 večer, když obhlížel terén u Prašného mostu, kde měl mít Václav Morávek schůzku zřejmě s Thümmelem. Řehák nestihl použít zbraň, neboť se na něj najednou vrhlo několik mužů. Morávek zdálky uviděl, jak jeho pobočníka gestapáci zajistili, spěchal mu na pomoc a v následné přestřelce zahynul.
Nacisté Řeháka poté zavřeli, vyslýchali a 30. června 1942 (za druhého stanného práva) v pozdních odpoledních hodinách popravili zastřelením na Kobyliské střelnici v Praze. Bylo to na stejném místě a ve stejný den, jako byli popraveni jeho bělohorští spolupracovníci Josef Líkař a František Mandys i další členové ilegální organizace Obrana národa a jejich spolupracovníci v odboji: Jiří Zeman, Jan Karel, podplukovník Josef Mašín, plukovník Josef Churavý, major letectva RNDr. Josef Jedlička (celkem na 70 osob).

Seznam popravených na Kobyliské střelnici 30. června 1942
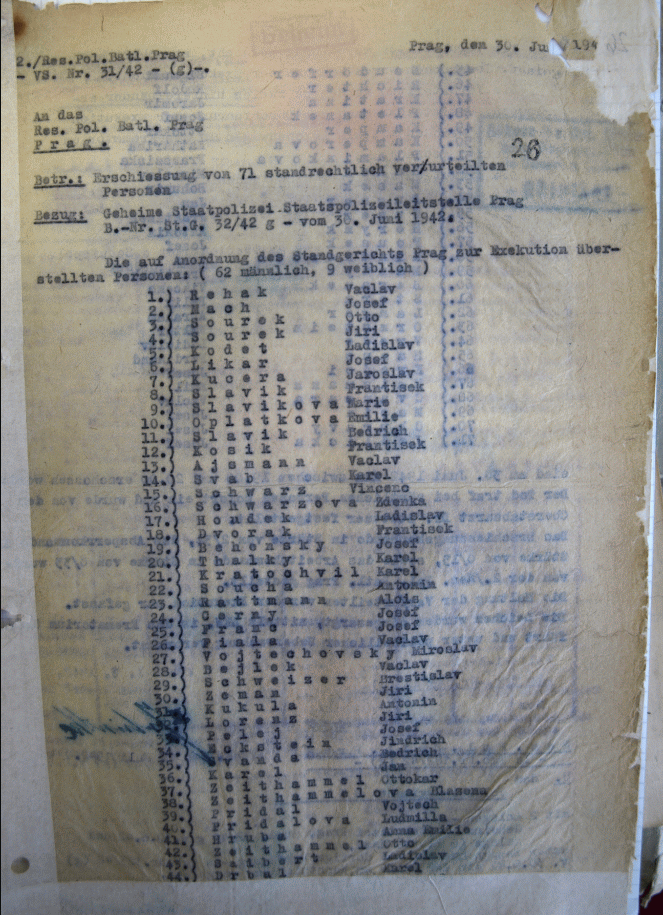
Popravní protokol z 30. června 1942 (1. strana, německý originál)
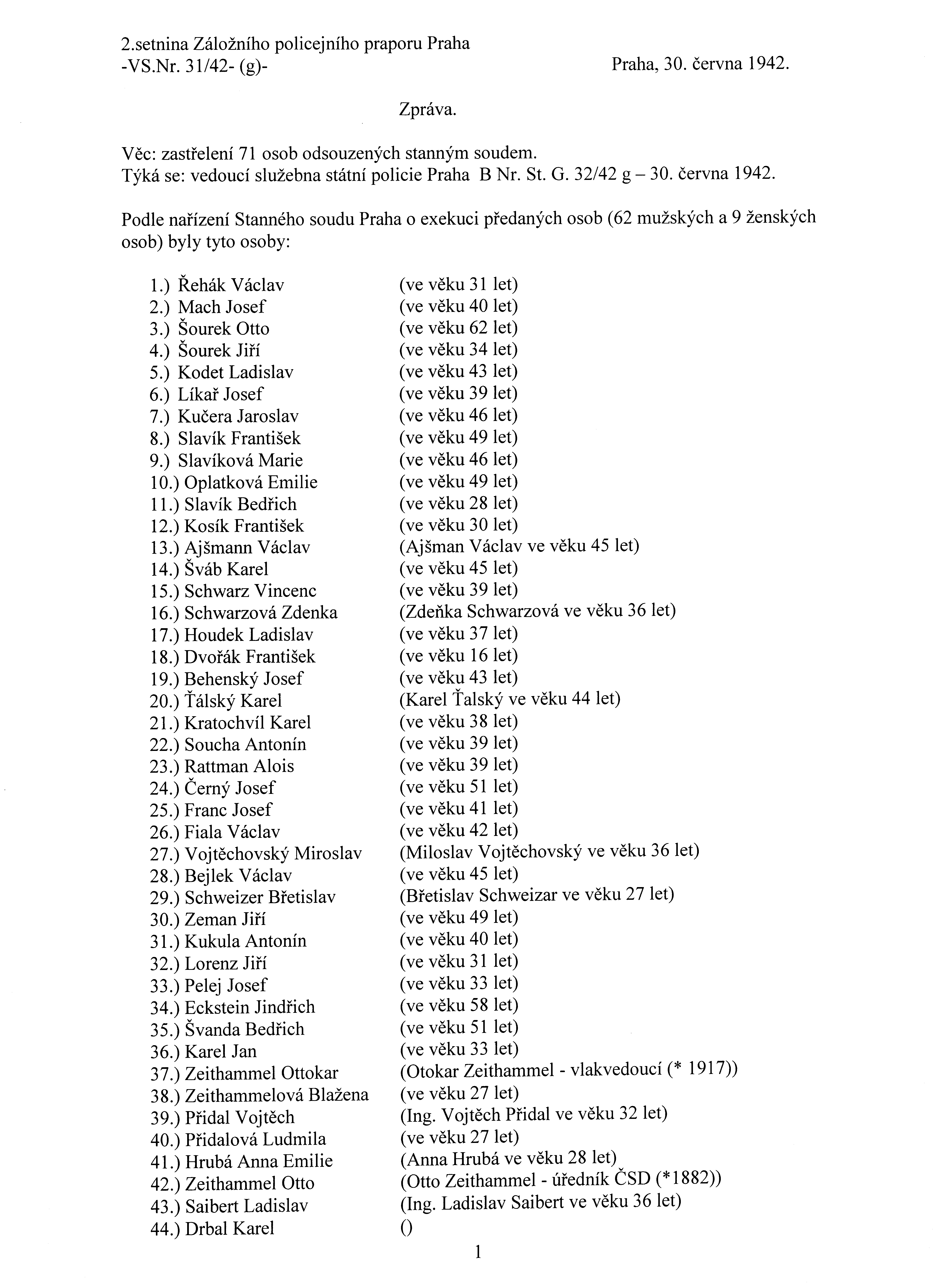
Popravní protokol z 30. června 1942 (1. strana, překlad do češtiny)
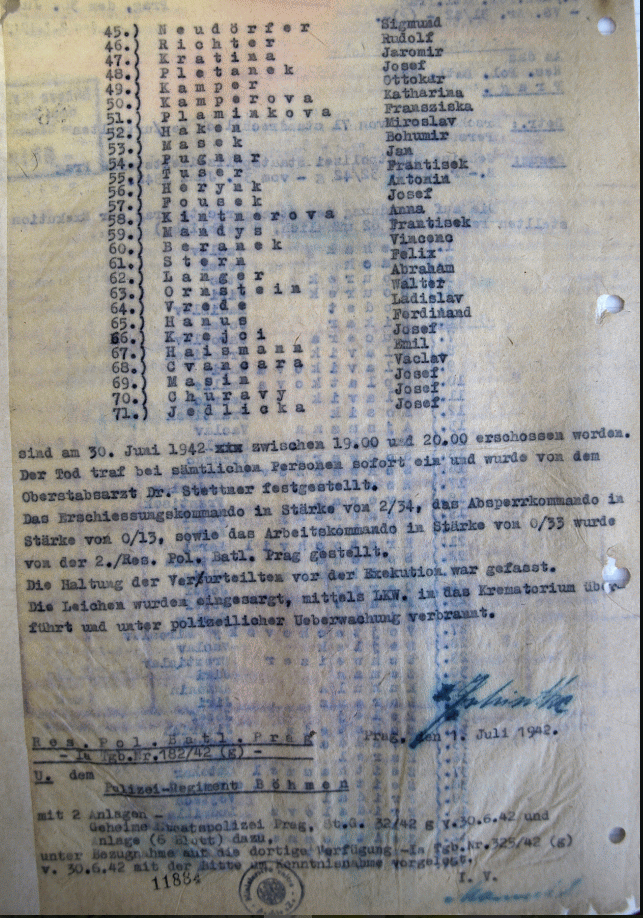
Popravní protokol z 30. června 1942 (2. strana, německý originál)
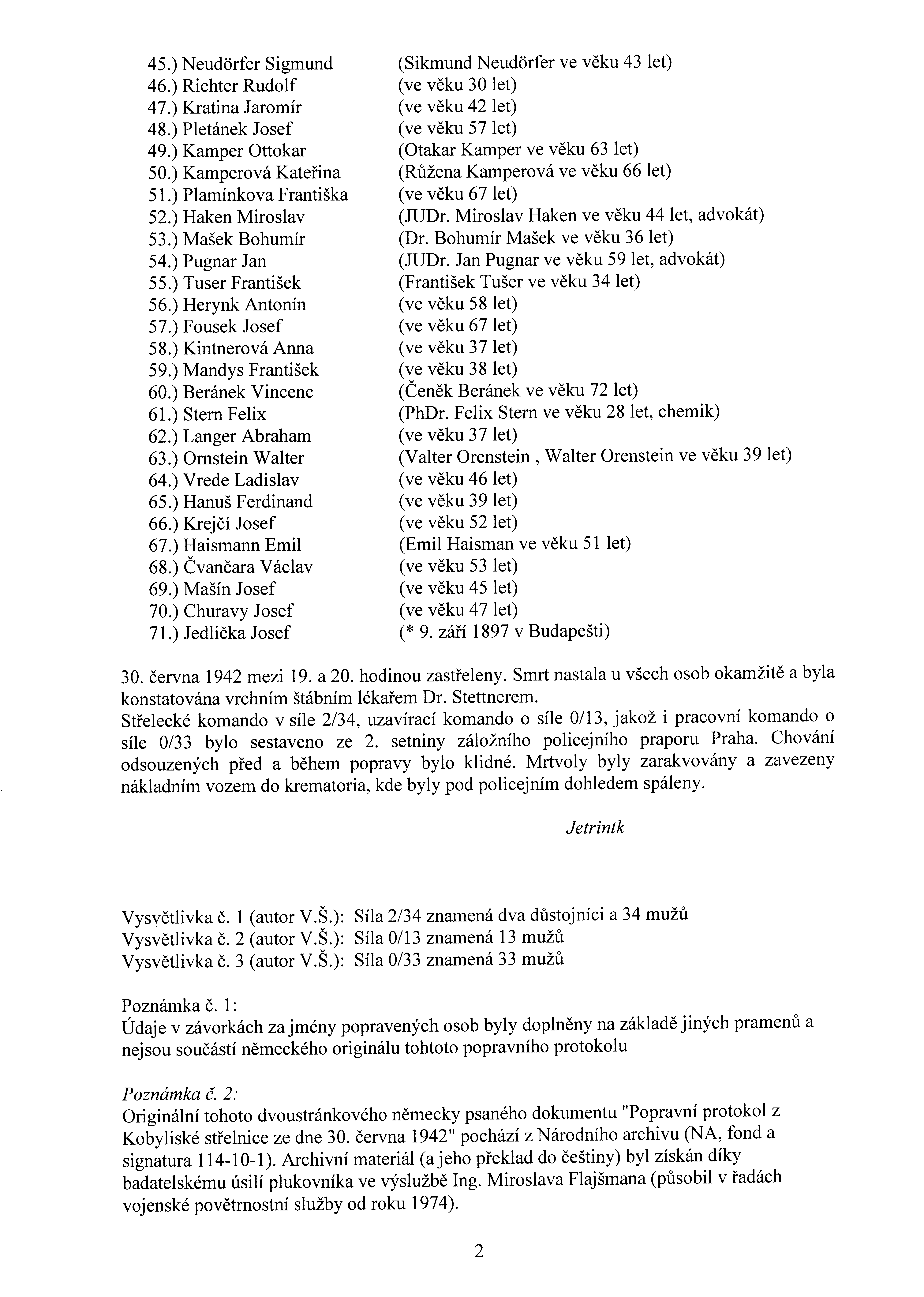
Popravní protokol z 30. června 1942 (2. strana, překlad do češtiny)
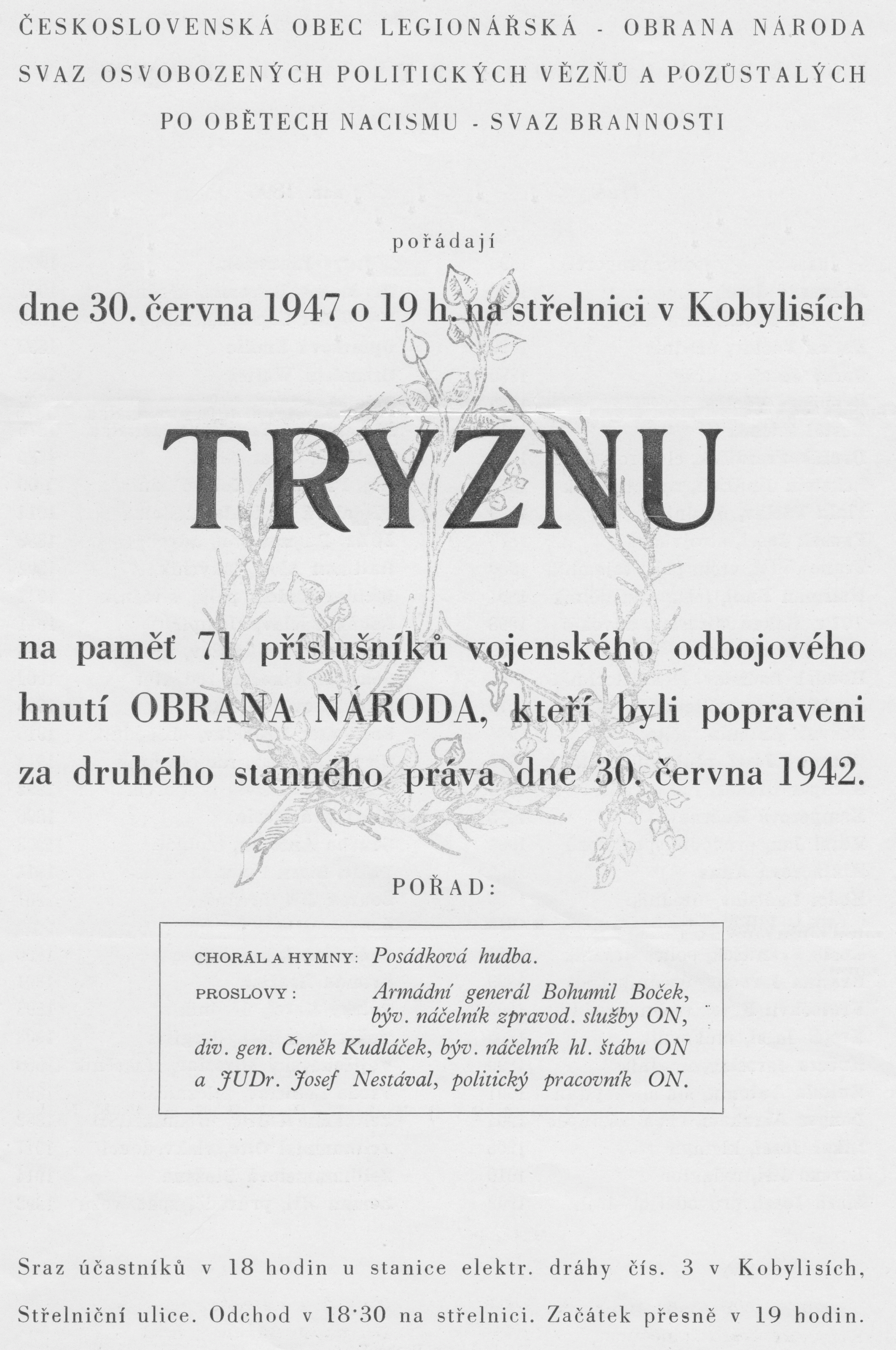
Tryzna (30. června 1947), titulní strana dokumentu
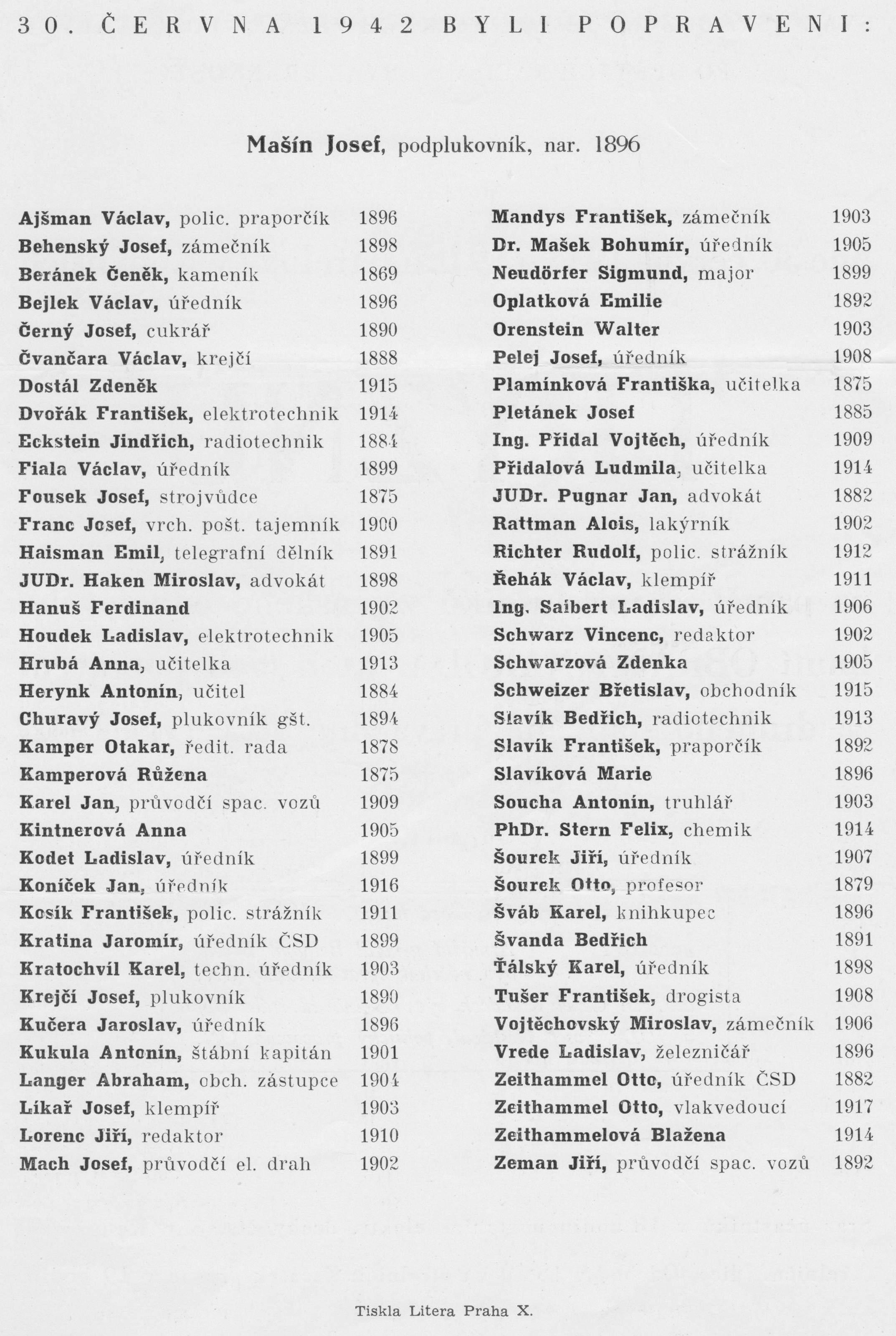
Trizna (30. června 1947), Seznam popravených

## Památka

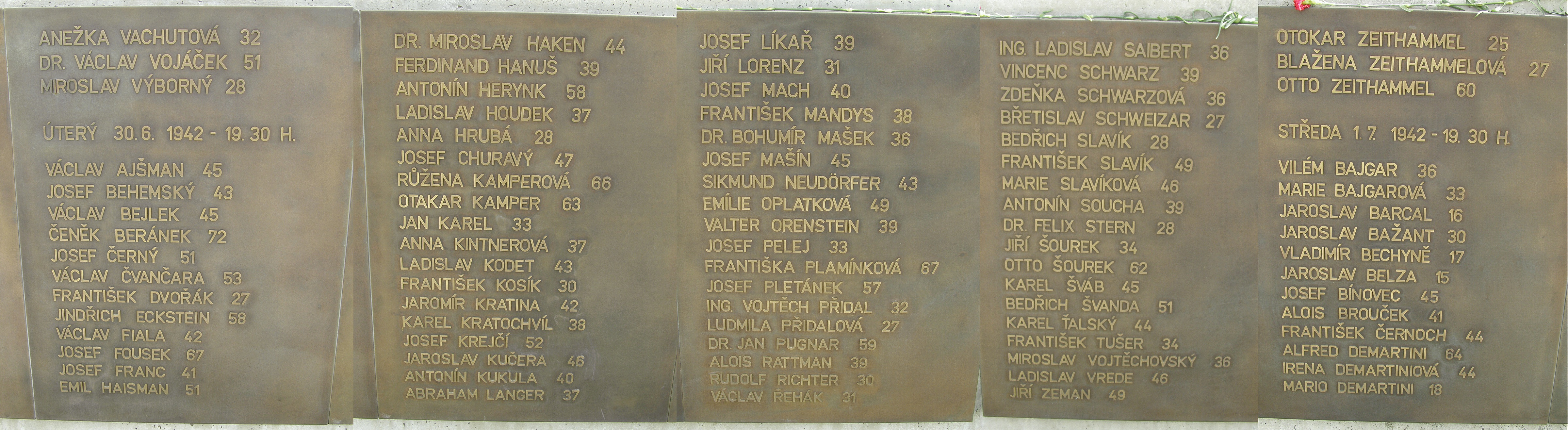
Pamětní desky věnované popraveným na Kobyliské střelnice v Praze dne 30. června 1942

Rotmistra Václava Řeháka, klempířského mistra Josefa Líkaře a zámečníka Františka Mandyse připomíná památník odhalený na Bílé Hoře v květnu roku 2013. Původně na něm chybělo jméno Františka Mandyse, doplněno bylo v roce 2022. Památník se nachází v parčíku mezi kostelem Panny Marie Vítězné a konečnou stanicí tramvaje (smyčka Bílá Hora). Na památníku jsou následující nápisy:
- Horní deska: PADLÝM, UMUČENÝM / A POPRAVENÝM / VE II. SVĚTOVÉ VÁLCE / 1939 - 1945
- Dolní deska: ZAPOMENUTÝM HRDINŮM A OBĚTEM / DOMÁCÍHO PROTIFAŠISTICKÉHO ODBOJE / 2. SVĚTOVÉ VÁLKY /

JOSEF LÍKAŘ / VÁCLAV ŘEHÁK / FRANTIŠEK MANDYS / POPRAVENÝCH NACISTY 30. 6. 1942 / SPOLUPRACOVNÍKŮ pplk. JOSEFA MAŠÍNA, pplk. JOSEFA BALABÁNA a kpt. VÁCLAVA MORÁVKA / VOJENSKÉ ODBOJOVÉ ORGANIZACE / OBRANA NÁRODA
Jména všech tři odbojářů jsou též uvedena na pamětních deskách v pietním areálu Kobyliské střelnice v Praze 8 (číslo za jménem udává věk popraveného): "JOSEF LÍKAŘ 39, FRANTIŠEK MANDYS 38, VÁCLAV ŘEHÁK 31".

Inovovaný památník na Bílé Hoře v Praze
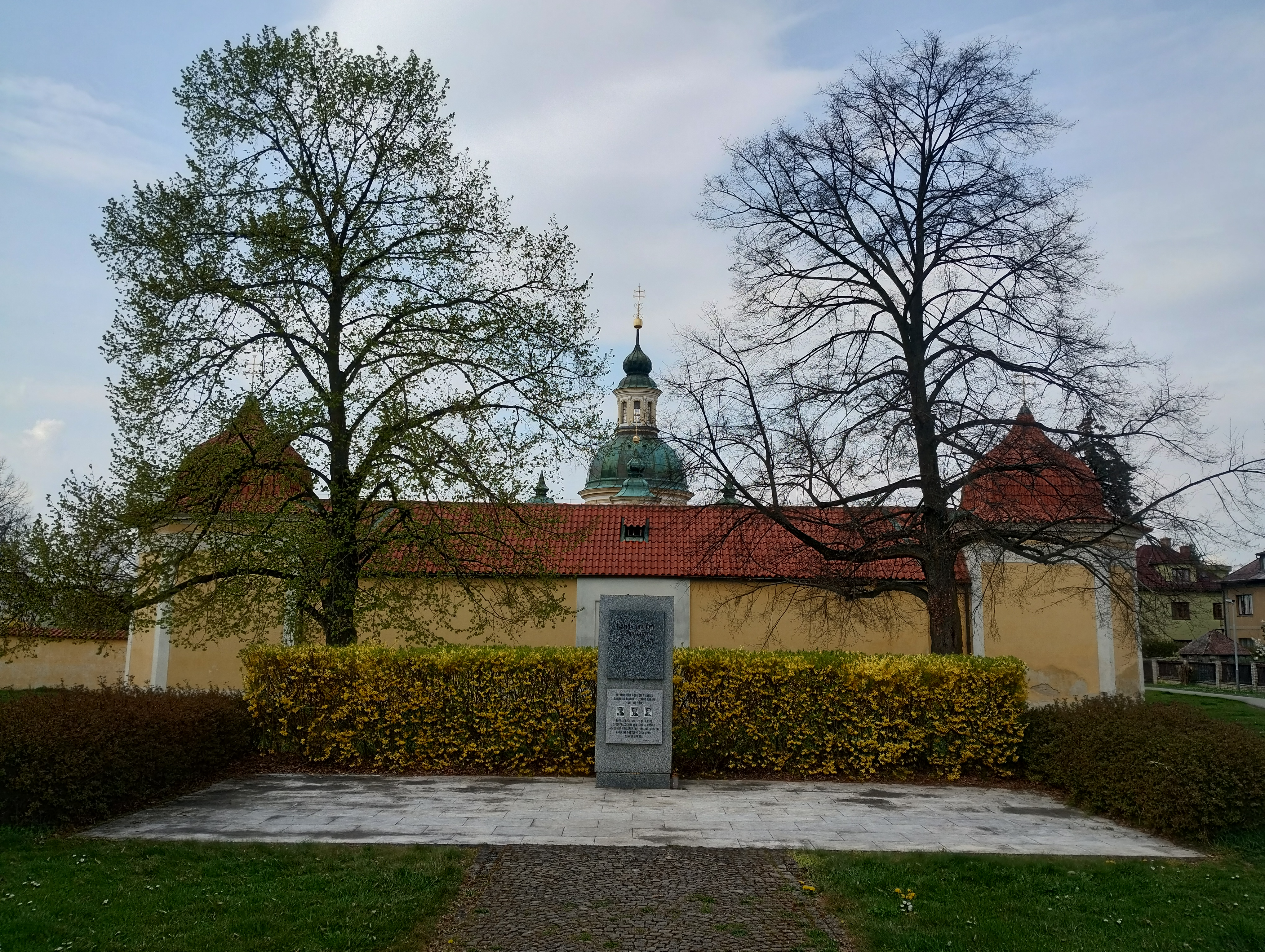
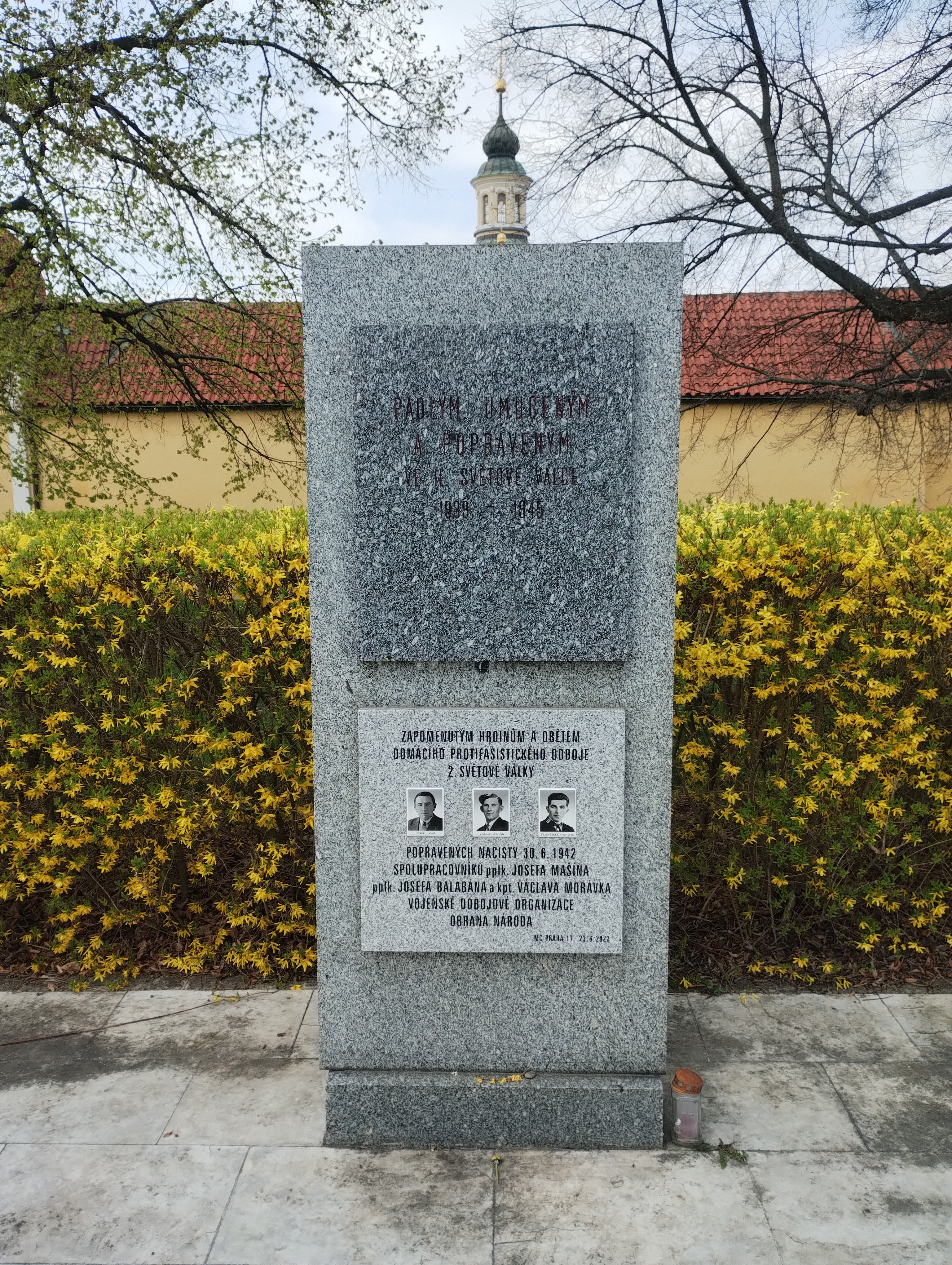
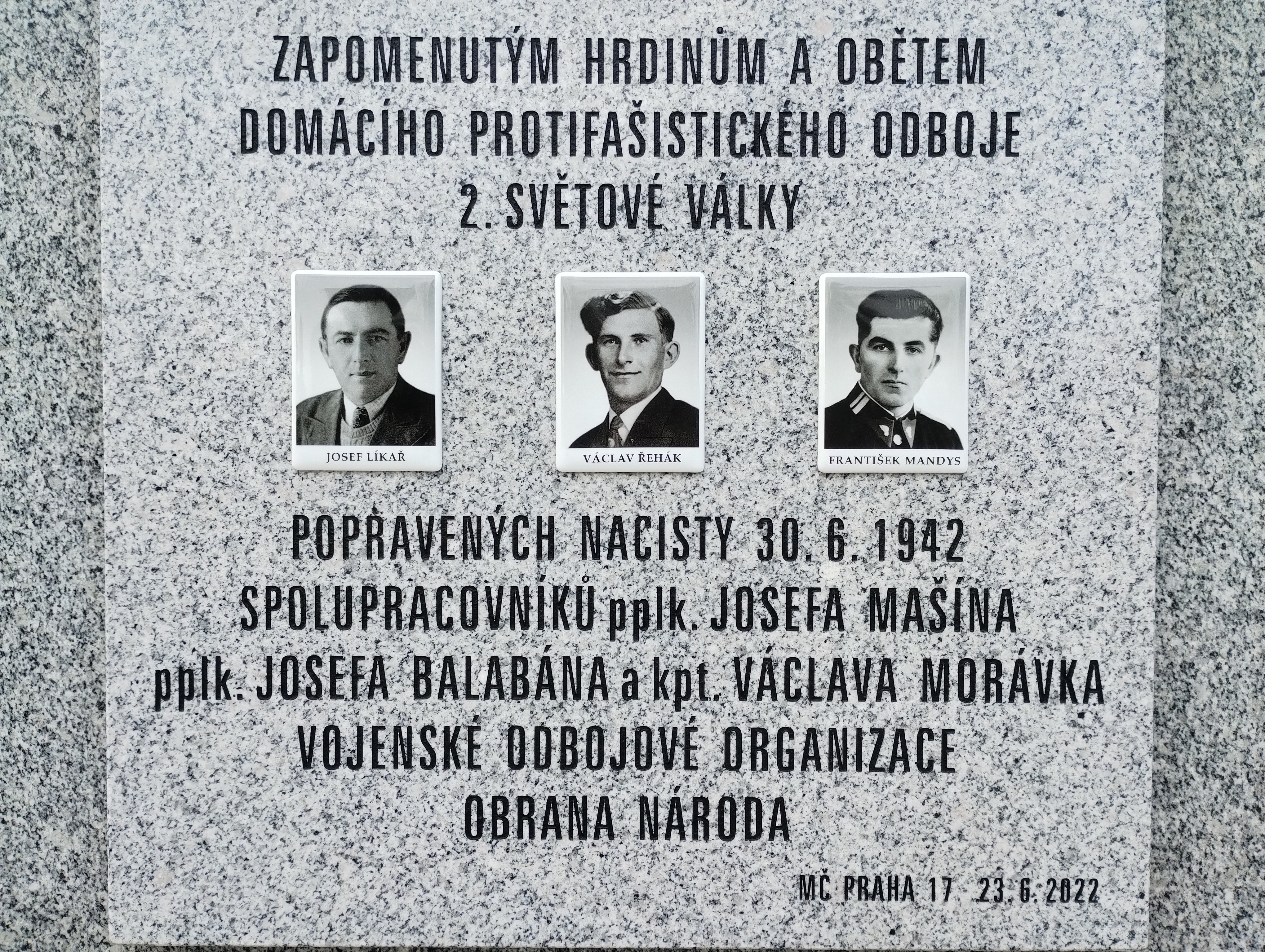